# Templo Maçônico Prince Hall (Atlanta)
A Grande Loja Maçônica Prince Hall em Atlanta, Geórgia, começou a ser construída em 1937 e foi concluída em 1940. É um edifício da Maçonaria Prince Hall histórico localizado na 330 Auburn Avenue. Uma adição foi adicionada em 1941.

## História
A construção da loja foi liderada pelo líder cívico de Atlanta, John Wesley Dobbs. Também abriga uma das lojas de beleza de Madam C. J. Walker. Na década de 1960, a WERD compartilhou a loja com a Conferência da Liderança Cristã do Sul. "Em 2019, a Loja Maçônica Prince Hall da Geórgia e o Parque Histórico Nacional Martin Luther King Jr. começaram a fazer parceria para contar a história das atividades de King com a SCLC e a história das organizações que ocuparam o edifício maçônico." O templo está atualmente passando por uma reforma e será transformado em um espaço multiuso de 1600 pés quadrados.
Foi listado no Registro Nacional de Lugares Históricos como edifício contribuinte no Distrito do Marco Histórico Nacional em 1980.